# Carpegna (famiglia)

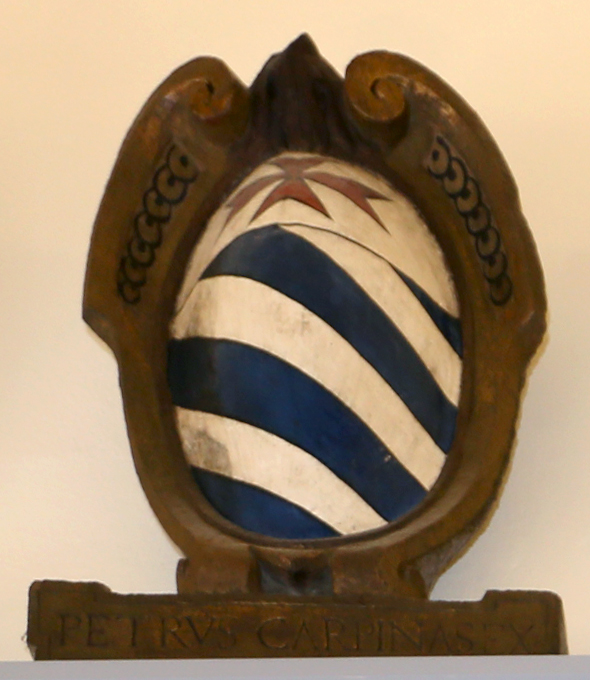
Stemma di Casa Carpegna appartenuto al Conte Pietro di Carpegna, (1514-1586), gran connestabile dell'Ordine di Santo Stefano, governatore di Pisa, sul Palazzo della Carovana a Pisa

I Conti di Carpegna sono una storica famiglia italiana inurbata a Roma alla fine del sec. XVI. Originaria del Montefeltro e consanguinea dell'omonima famiglia, fu a capo della contea di Carpegna dall'inizio del XIII secolo fino al 1819. Nel 1463 si divise in due rami, quello dei conti di Carpegna e quello dei conti di Gattara e Scavolino, poi principi del Sacro Romano Impero, che si riunirono definitivamente nel 1817. Diede alla Chiesa due cardinali, Ulderico e Gaspare.

## Storia
Ricostruire le origini della famiglia non è agevole in quanto la documentazione più antica, conservata nella rocca di Carpegna, andò bruciata nel suo rogo del 1458 ad opera delle truppe di Federico da Montefeltro. I Carpegna, come per altre famiglie storiche romane, vantano origini leggendarie, identificando il loro capostipite in un Caio Arpineo, eques citato da Cesare nel libro V dei Commentarii de Bello Gallico. Altre tradizioni di famiglia la vorrebbero stabilita nel Montefeltro nel 457 con Armileone Carpineo, appartenuto probabilmente al popolo dei Carpi e disceso in Italia al seguito di Odoacre,
 oppure originaria della zona e investita di castelli dall'imperatore Ottone I: questa fu a lungo l'ipotesi più accreditata per via di un diploma imperiale del 962, rivelatosi poi un falso cinquecentesco. Oggi pare abbastanza certa l'origine come consortile autoctono da tempo potente nel Montefeltro e investito della giurisdizione della zona da Federico Barbarossa dopo l'estinzione dei conti di Bertinoro.

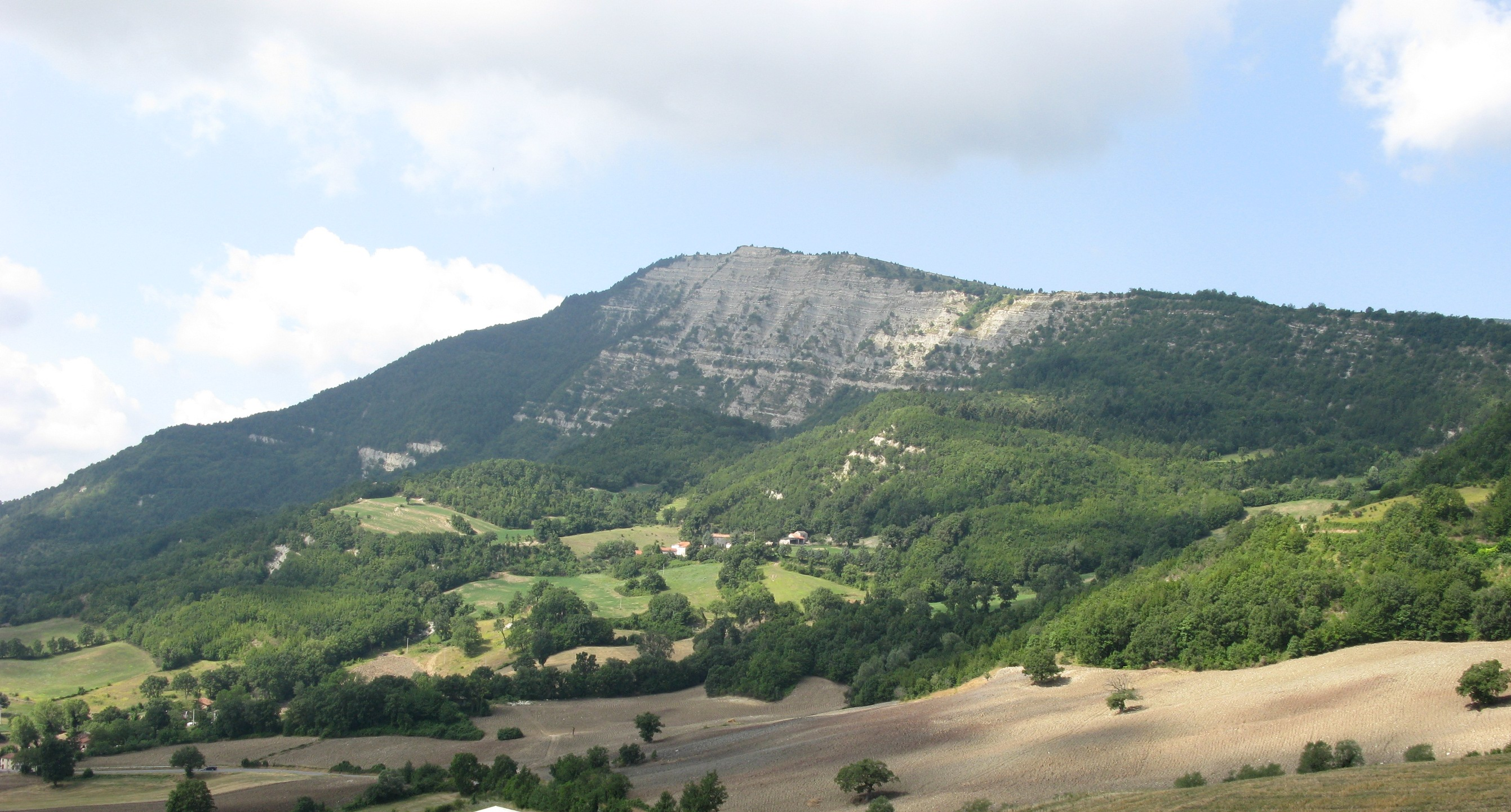
Il monte Carpegna, intorno al quale si sviluppa il dominio territoriale della famiglia

Il primo personaggio storico della dinastia è Ugolino di Bonconte, legato al Barbarossa che nel 1177 lo invia da Guglielmo II di Sicilia. Ugolino è certo parente, e forse fratello, di Montefeltrano, capostipite della casa di Montefeltro. Le due famiglie dei Carpegna e dei Montefeltro, che continuano ad agire congiuntamente nei decenni successivi, sono le uniche della zona ad avere il titolo di comes e sono in possesso di numerosi castelli per investitura imperiale. La prima citazione della contea di Carpegna appare in un atto del 1238 rogato in comitatu comitum de Carpengna. A questa altezza, essa comprende una trentina di castelli in due nuclei territoriali tra le zone di Carpegna e di San Marino. Fra Due e Trecento, la famiglia è presente sulla scena politica dell'Italia centrale: suoi membri sono cittadini di Rimini, Città di Castello e Ravenna, sono comandanti militari e partecipano alla rete dei magistrati itineranti che governano i comuni, trovandosi attestazioni di podestà e/o capitani del popolo appartenenti a questo lignaggio nelle città di Rimini, San Pietro in Vincoli, Forlì, Città di Castello, Firenze, Todi, Arezzo e Gubbio. Alla metà del Duecento la famiglia passa alla parte guelfa ed è proprio di questa fazione il Guido di Carpegna citato da Dante nel XIV canto del Purgatorio. Nella tradizione di famiglia, è alla sua liberalità che è dovuto il periodo di decadenza che porta nella seconda metà del secolo la famiglia a vendere numerosi castelli. In realtà, il ridimensionamento del potere del lignaggio si deve a diverse concause, fra le quali la crisi, generalizzata in questo tipo di famiglie investite di dominio signorile, del sistema di gestione politica e patrimoniale di tipo consortile di fronte alla riduzione del valore della proprietà fondiaria e al consolidamento di altri poteri concorrenziali.
Tra la fine del Duecento e la metà del Trecento un ramo dei Carpegna, quello di Pietracuta, spicca di nuovo nella fazione ghibellina al fianco dei Montefeltro, Ordelaffi, Faggiolani e Tarlati, fino alla campagna di riconquista della Marca Anconitana e della Romagna ad opera del cardinale Albornoz. Nel Quattrocento i conti di Carpegna si alleano con i Malatesta, nemici dei Montefeltro, per evitare di essere inglobati nei domini di questi ultimi. La disfatta di Sigismondo Pandolfo Malatesta porta quasi alla scomparsa della contea, che viene invasa da Federico da Montefeltro nel 1458.

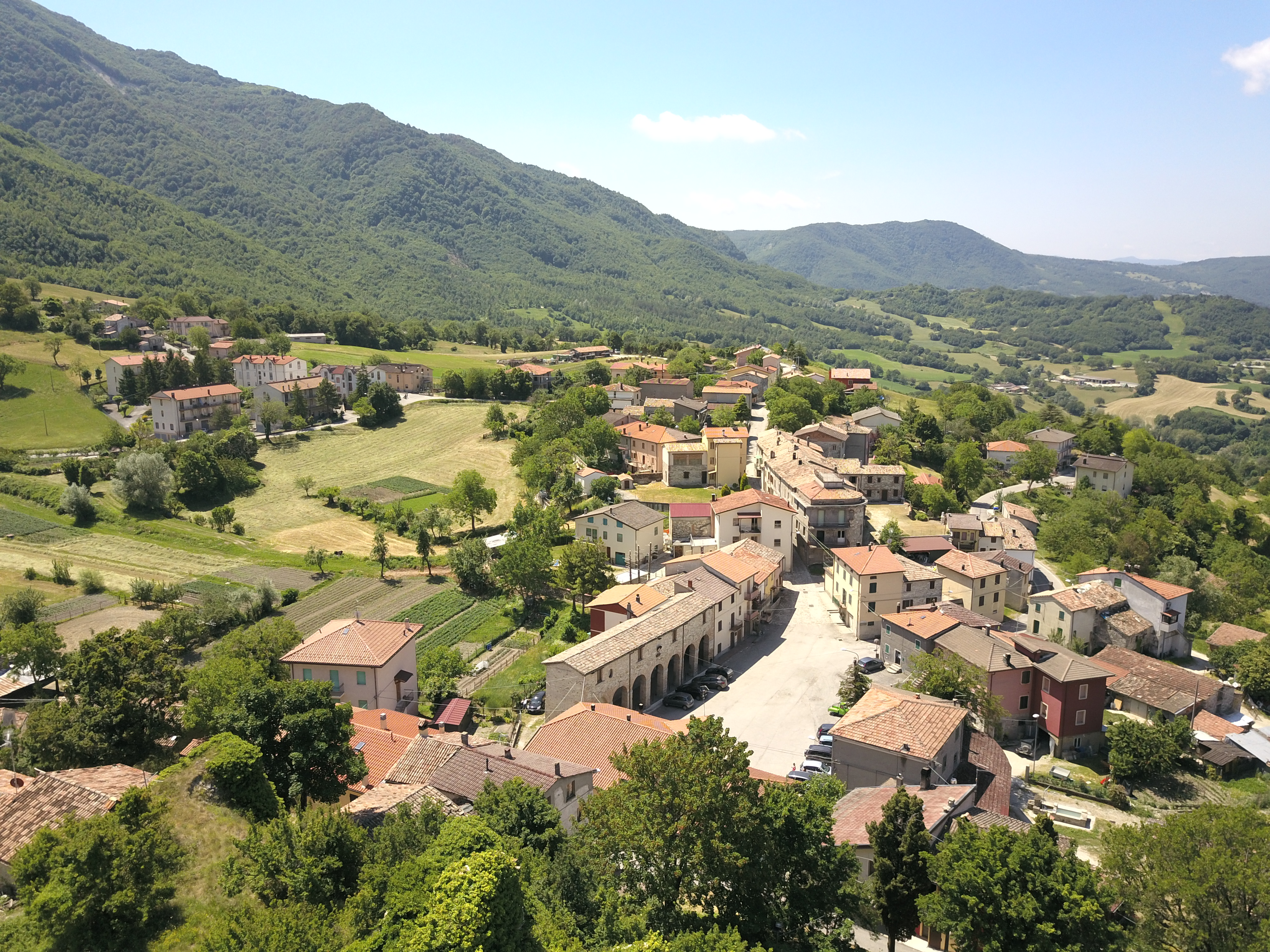
Il borgo di Scavolino

Rientrata in possesso di otto castelli, tra il 1460 e il 1463 la famiglia si divide in due rami: al conte Ugo va la contea di Scavolino, comprendente anche i borghi fortificati di Gattara, Bascio e Miratoio, mentre ai conti Giovanni e Federico vanno Carpegna, Castellaccia, Torre dei Fossati e Palazzo Corignano. Sul finire del secolo Giovanni, per assicurare la sopravvivenza della sua contea, si pone sotto la protezione di papa Innocenzo VIII e due anni dopo, nel 1489, conclude un trattato di accomandigia con la Repubblica Fiorentina; lo stesso faranno i conti di Scavolino nel 1513.
Orazio, figlio di Giovanni, è capitano di ventura al servizio di Venezia, di Urbino e infine del Papa. A conclusione della carriera viene inviato a Roma come ambasciatore del duca di Urbino: nel 1559 viene ascritto al patriziato romano e muore l'anno dopo. Nel corso del Seicento la famiglia, pur rimanendo in possesso dei suoi domini del Montefeltro, si stabilisce definitivamente nell'Urbe. Orazio II, la cui nascita postuma salva in extremis la sopravvivenza della contea, condivide con il nonno il nome e la professione: capitano di ventura nelle guerre di Fiandra nominato Cavaliere di Santo Stefano per il suo valore, è poi Maestro di campo delle truppe d'Urbino inviate dal duca Francesco Maria II della Rovere nella Prima guerra del Monferrato, dove viene fatto prigioniero nel 1615. Passato al servizio del Papa, Urbano VIII lo nomina governatore generale delle armi pontificie in Romagna, col timore di una guerra con Venezia; Orazio muore a Cento nel 1632. L'apice della famiglia non è ancora giunto: l'anno successivo arriva inaspettata la nomina al cardinalato di Ulderico di Carpegna, del ramo di Scavolino, che sarà seguita da quella di Gaspare di Carpegna nel 1670.

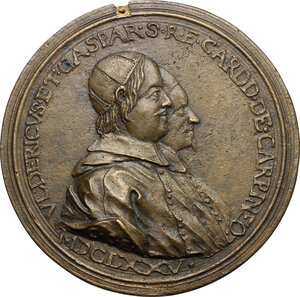
Medaglia con i profili dei due cardinali Carpegna

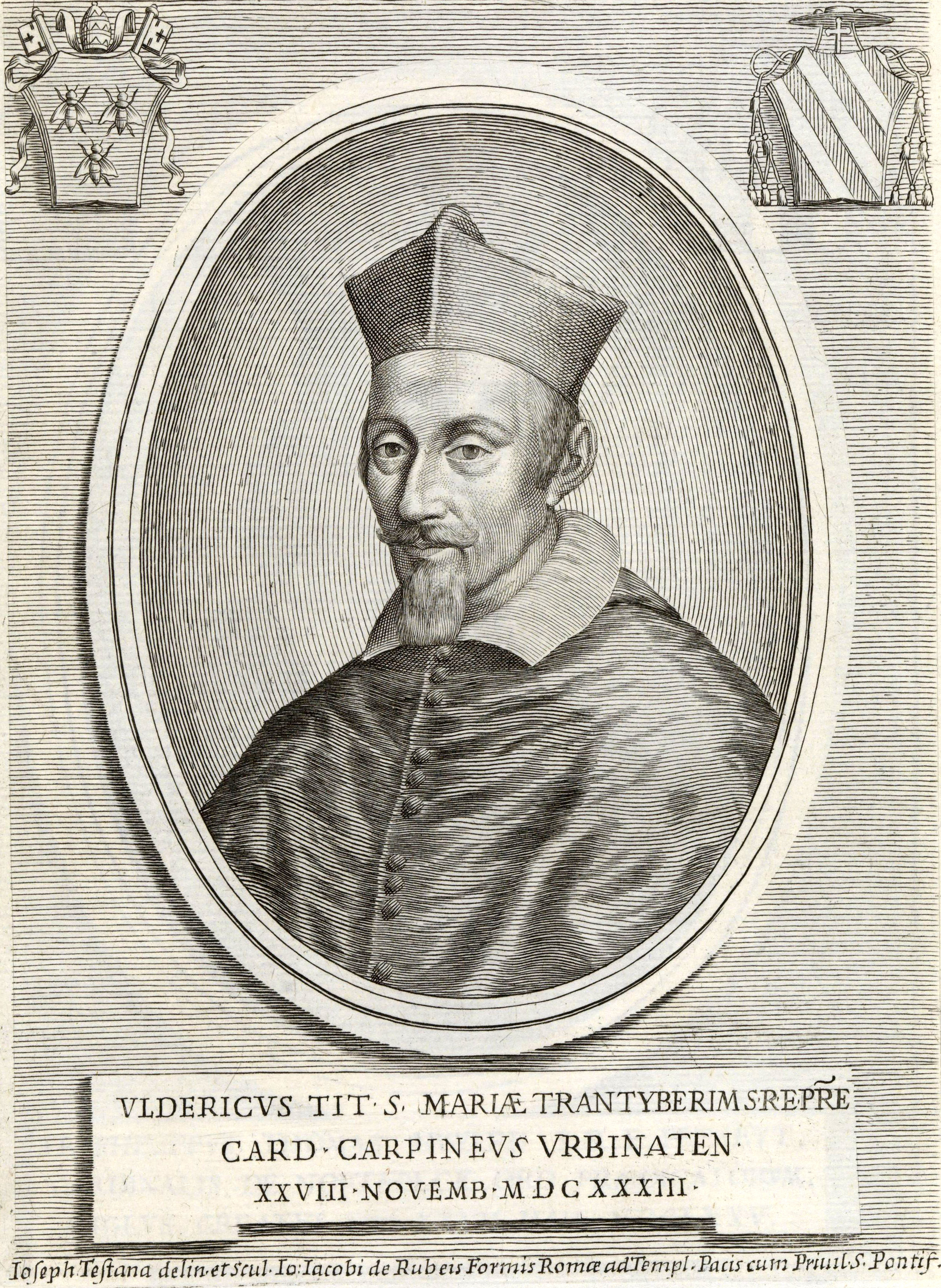
Ulderico di Carpegna

L'ascesa alla porpora del primo cardinale di famiglia è favorita dagli avvenimenti storici: nel 1630 il Ducato di Urbino viene incorporato nello Stato della Chiesa e Ulderico, vescovo di Gubbio come già suo fratello Pietro, assume immediatamente un importante ruolo in Curia come referente per la zona, in considerazione del suo ruolo come anche del prestigio del suo casato tra Marche, Umbria e Romagna. Ulderico prosegue il suo ministero episcopale a Todi, Albano, Frascati e Porto-Santa Rufina; nella sua lunga vita arriva fino all'incarico di vicedecano del Sacro Collegio e partecipa a cinque conclavi, presentando la sua candidatura in quattro di questi e giungendo molto vicino all'elezione nel 1670 e 1676.

La nomina a cardinale di Gaspare è invece aiutata da alleanze familiari: dopo una brillante carriera ecclesiastica che lo porta a ricoprire gli incarichi di Referendario utriusquae signaturae, Uditore di Rota e infine Consultore del Sant'Uffizio, nel 1670 l'elezione al Soglio di Emilio Altieri, il cui nipote aveva sposato sua sorella, gli apre immediatamente le porte del Sacro Collegio. Gaspare, a cui viene affidato l'ambito ufficio della Dataria, riceve anche la nomina a cardinal vicario, incarico che terrà per oltre 40 anni. La sua fermezza nel governo di Roma e la sua intransigenza nell'amministrazione della giustizia come nei rapporti diplomatici lo rendono impopolare presso la cittadinanza e le nazioni straniere: vengono così fermati in conclave i suoi tentativi di innalzare al Soglio nel 1676 il cugino Ulderico, con il veto della Francia, e se stesso nel 1689, per l'opposizione del Granducato di Toscana e di nuovo della Francia. Gaspare è ricordato anche come dotto canonista, intellettuale, collezionista e mecenate: grazie alla fama della sua erudizione è il primo cardinale acclamato in Arcadia, col nome di Ermete Aliano, e fa da protettore ad alcuni arcadi come Marcello Severoli e Raffaello Fabbretti. Avvalendosi dell'aiuto dell'architetto Giovanni Antonio De Rossi, edifica una villa fuori porta a Roma, Villa Carpegna, e un grandioso palazzo nei feudi aviti; nel suo palazzo del rione Sant'Eustachio riunisce un'importante collezione, il Museo Carpegna, in cui spicca una curata raccolta numismatica. 

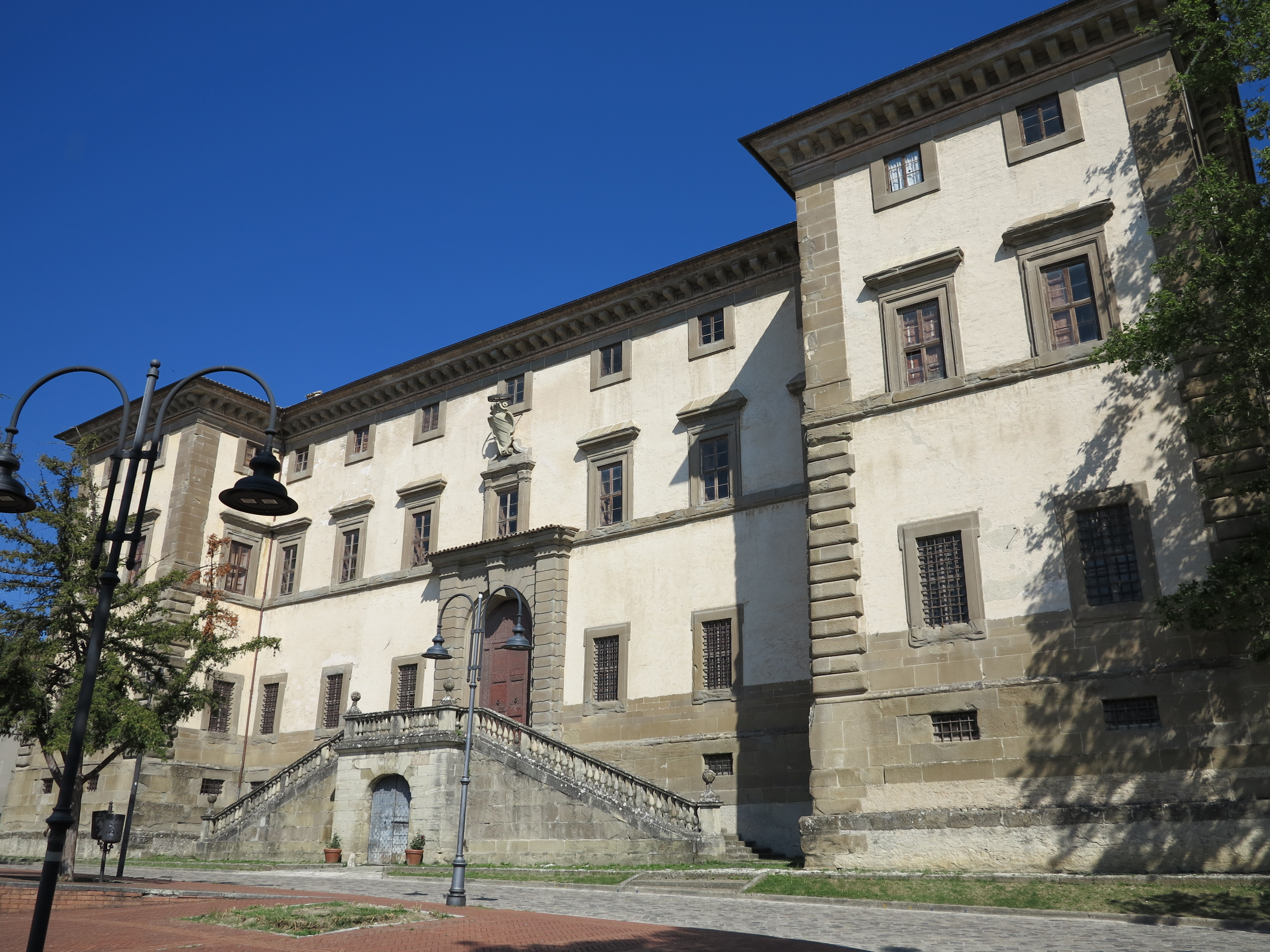
Il palazzo edificato dal cardinale Gaspare a Carpegna

Suo fratello, il conte Muzio, è Conservatore nel 1656, 1669 e 1671; approfittando della posizione favorevole a corte, nel 1674 ottiene per i suoi feudi il privilegio di acquistare il sale alle saline di Cervia al prezzo di non suddito e l'esenzione dai dazi per il passaggio del sale in Romagna verso le sue terre. Riesce anche ad ottenere altre immunità ed esenzioni fiscali per gli ecclesiastici dei suoi stati, muovendosi in tal direzione insieme alla Repubblica di San Marino per la quale agisce da protettore a Roma. Il figlio Francesco Maria è Conservatore nel 1687, 1701, 1704, 1723 e 1732 ma, allo stesso tempo, nel 1697 rinnova il suo giuramento di fedeltà all'Imperatore per i suoi feudi nel Montefeltro. Attraverso il matrimonio con Giustina Ginevra Baldinotti, unica erede di Cesare, la famiglia entra in possesso del feudo di Pescorocchiano nel Regno di Napoli, che conserverà fino al 1784.

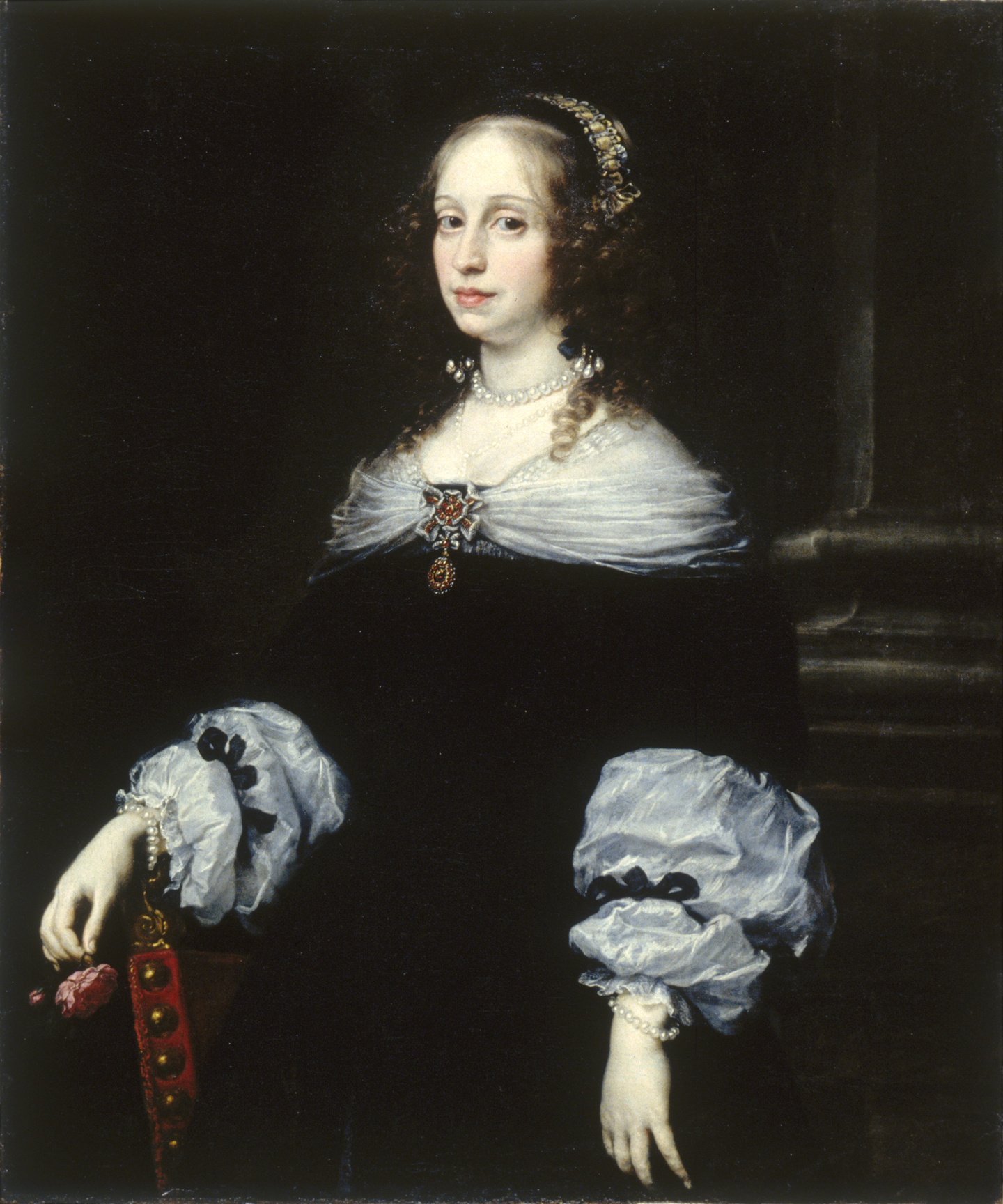
Teresa Dudley di Northumberland contessa di Scavolino già Duchessa di Castiglione del Lago, figlia di Robert Dudley, conte di Warwick e madre di Ulderico I di Carpegna, primo Principe.

La bilanciata politica dei Carpegna verso Roma e Vienna, volta a conservare la sovranità nei feudi montefeltrani, viene portata avanti anche dal ramo di Scavolino. Ulderico di Carpegna, conte di Scavolino, segue l'Imperatore Leopoldo I nelle guerre d'Ungheria e partecipa alla presa di Buda. Nel 1685 l'Imperatore lo eleva al rango di Principe del Sacro Romano Impero, in virtù del suo possesso di un feudo imperiale immediato. Il ramo dei Principi di Scavolino si estingue con lui, che nel 1728 nomina suo erede il nipote Emilio Orsini de' Cavalieri e muore senza prole nel 1731. Pochi anni dopo si estingue anche la linea dei conti di Carpegna: privo di discendenza maschile, nel 1741 il conte Francesco Maria istituisce erede il nipote marchese Antonio Gabrielli, figlio della primogenita Laura, con l'obbligo di assumere nome e titoli della casa di Carpegna. La famiglia ha così continuazione nei due rami dei Carpegna Orsini de' Cavalieri, a capo del principato di Scavolino, e dei Carpegna Gabrielli, a capo della contea di Carpegna.
Per tutto il Settecento i due rami della famiglia continuano ad esercitare diritti sovrani nei loro stati, emanando finanche editti intestati con le formule "Dei Gratia Princeps" e "Dei Gratia Comes". Alla fine del secolo si riuniscono tramite il matrimonio del principe Ulderico II di Scavolino con Anna Girolama di Carpegna, sorella del conte Gaspare. Mario, fratello minore di Gaspare, intraprende la carriera militare raggiungendo il grado di Colonnello in Spagna; dal suo matrimonio con Gioacchina Jebray Tenciro discendono i rami cadetti della famiglia tutt'oggi fiorenti.
In periodo napoleonico, i territori dei Carpegna mantengono la loro indipendenza per dieci anni, fino al 1807, per essere poi annessi al Regno d'Italia; nel frattempo, nel 1803, il conte Gaspare provvede a un riordino dell'amministrazione della contea con l'emanazione di nuovi statuti. Nel 1814 la famiglia torna in possesso dei suoi feudi; nello stesso anno muore senza discendenza il principe Ulderico II e alla morte della moglie, nel 1817, il principato di Scavolino passa al cognato Gaspare. Dopo tre secoli e mezzo i feudi originari dei Carpegna sono così riuniti e, scomparso il Sacro Romano Impero, a tutti gli effetti indipendenti: l'estensione e il peso politico minimi della contea fanno infatti sì che non se ne discuta al Congresso di Vienna e la sua distanza dall'Impero ne evita la mediatizzazione, rendendo così i Carpegna principi sovrani. Nonostante ciò lo Stato Pontificio, nell'ambito del programma di abolizione del feudalesimo, si impone per la cessione della contea considerandola alla pari dei feudi pontifici. Vengono aboliti i privilegi sul sale del 1674 piegando l'economia dello Stato e Gaspare, l'ultimo conte sovrano, viene costretto nel 1819 a cedere la contea sotto la minaccia della confisca di tutti i suoi beni nello Stato della Chiesa, ricevendo in cambio un'indennità perpetua di 2000 scudi annui.
Suo nipote Luigi nel 1851 riacquista i beni della famiglia nel territorio dell'antica contea e soprattutto il palazzo principesco di Carpegna, ceduto dal nonno insieme a tutto il patrimonio montefeltrano della casata. Nel 1859 muore il cardinale Chiarissimo Falconieri, ultimo maschio dell'importante famiglia principesca romana di origine fiorentina che annovera tra i suoi membri, tra gli altri, i due santi Alessio e Giuliana e i cardinali Lelio e Alessandro e con cui i Gabrielli si erano imparentati per due volte nel corso del Seicento. Chiarissimo designa come suo parente più prossimo ed erede del fedecommesso Falconieri il conte Luigi, che nel 1865 assume il cognome Falconieri e aggiunge al suo il nome Orazio. 

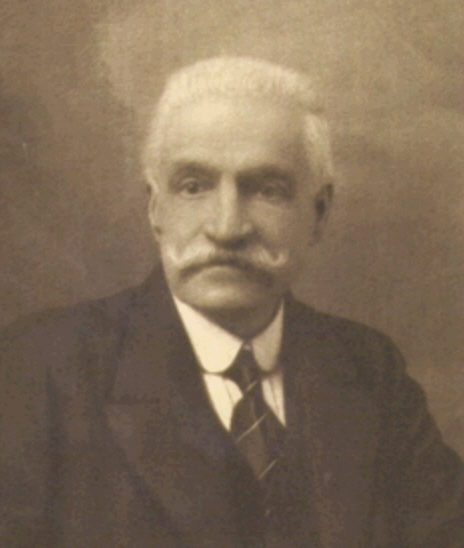
Il senatore Guido Orazio di Carpegna Falconieri

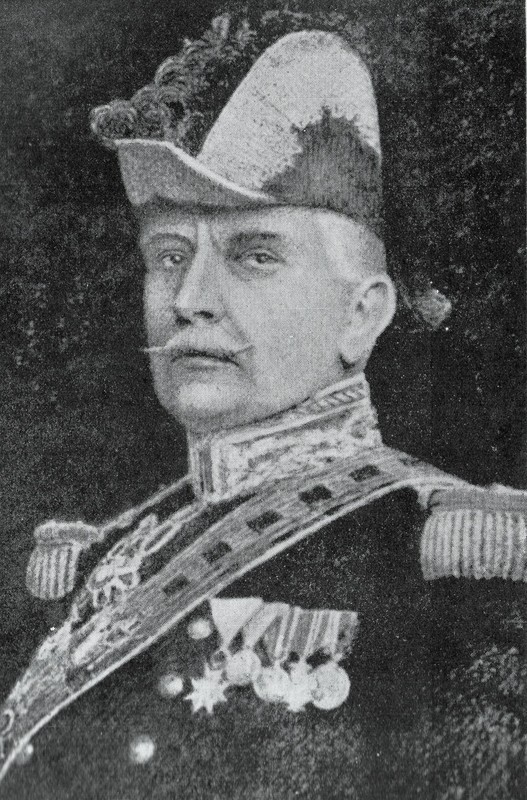
Il conte Mario di Carpegna, esponente di spicco del ramo papalino della famiglia

Al momento della fine dello Stato Pontificio, la famiglia si ritrova divisa sui due fronti opposti: il conte Filippo, fervente papalino del ramo cadetto dei Carpegna Gabrielli e padre di Mario, che fu tra i fondatori dello scautismo cattolico in Italia e in Europa, è colonnello dello Stato Maggiore Pontificio ed è il latore al generale Cadorna della capitolazione di Roma dopo la breccia di Porta Pia, mentre il conte Guido Orazio, esponente del ramo primogenito, è in esilio dal 1866 per le sue simpatie unitarie. Quest'ultimo con la presa di Roma assume subito una posizione di rilievo come elemento di connessione tra l'aristocrazia romana e il Regno d'Italia, venendo nominato il 30 settembre 1870 Commissario Provvisorio di Roma, facente funzioni di sindaco. Nel 1873 istituisce a Carpegna una Cassa di Risparmio e fonda lo Zuccherificio di Rieti lanciandosi in un'impresa sfortunata che lo porta a perdere gran parte del suo ingente patrimonio. Il suo impegno e la sua carriera politica proseguono e dal 1874 al 1882 è deputato in Parlamento per il collegio di Pesaro e Urbino. Successivamente per le sue competenze in materia nobiliare entra a far parte della Consulta Araldica e nel 1905 è nominato Senatore del Regno. Il 1º Maggio 1910, per motu proprio del Re Vittorio Emanuele III, ottiene per sé e i suoi discendenti il rinnovamento del titolo di Principe già appartenuto alla famiglia. Guido Orazio fu anche fine poeta e traduttore dei classici, studioso di zoologia e ornitologia e tra i fondatori del Museo civico di zoologia di Roma, celebre per le raccolte di specie animali provenienti da tutto il mondo. Durante la sua vita ebbe una vasta corrispondenza con personaggi molto importanti della sua epoca tra i quali si ricorda San Giovanni Bosco, a cui la famiglia Carpegna Falconieri era legata da profonda amicizia. Dopo la sua canonizzazione, per devozione e in suo ricordo volle dotare tutte le case delle famiglie del paese di Carpegna con l'immagine del Santo. Altrettanto importante è la fitta corrispondenza che tenne con i soldati al fronte durante la prima guerra mondiale, i quali si rivolgevano a lui come a un padre e per permettere ai quali di comunicare con le famiglie creò una sorta di ufficio apposito nel proprio palazzo.
La famiglia è tuttora fiorente nelle sue varie diramazioni: i principi di Carpegna Falconieri Gabrielli vivono tra Roma e il Montefeltro in continuità con la tradizione famigliare, mentre il ramo collaterale dei Carpegna Gabrielli, di cui fanno parte i Carpegna Brivio e i Carpegna Varini, si è diramato tra Ottocento e Novecento in varie città d'Italia.
L'attuale capofamiglia è rappresentato dal Principe Antonio di Carpegna Gabrielli Falconieri, Conte di Carpegna ecc. primogenito delle tre famiglie principesche romane delle quali porta i cognomi e né tramanda i titoli e le tradizioni, (nato nel 1965) che, tramite sua nonna materna, Maria Adelaide di Savoia-Genova (cugina di primo grado del Re d'Italia Vittorio Emanuele III di Savoia), ha diverse parentele con famiglie principesche e reali italiane ed europee, ed è sposato con la baronessa Clara Polissena Winspeare Guicciardi, la cui madre nacque S.A.S. la principessa Elisabetta del Liechtenstein.

## Residenze

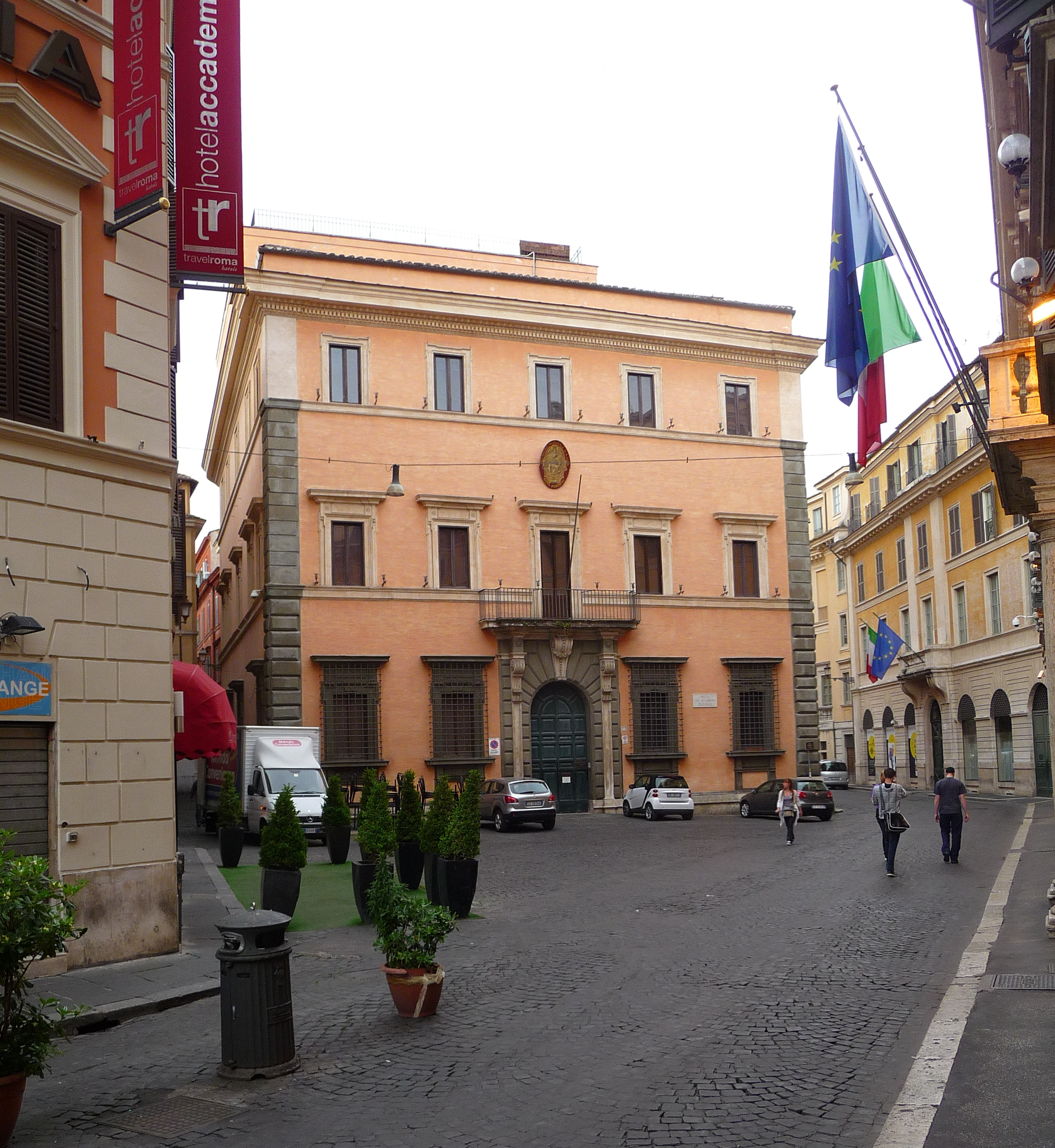
Palazzo Carpegna a Fontana di Trevi

La famiglia, oltre alle residenze urbane di età medievale (a Rimini è attestata una casa-fortilizio nella contrada di S. Colomba) e ai numerosi castelli andati distrutti nel corso dei secoli (tra cui la rocca di Carpegna), possedette varie dimore tra Roma, il Montefeltro, la Romagna e l'Umbria.
Ai Carpegna di Scavolino appartenne il palazzo a Fontana di Trevi, oggi sede dell'Accademia nazionale di San Luca, acquistato dal cardinale Ulderico e abbellito avvalendosi dell'opera di Francesco Borromini tra il 1643 e il 1650. Al suo intervento si deve il porticato al piano terra che inquadra in fondo la rampa elicoidale e il magnifico portale interno ornato di stucchi. All'Albertina di Vienna si conservano numerosi disegni dell'architetto relativi al suo progetto di grandioso ampliamento dell'edificio, realizzato solo in minima parte.
Dimora del ramo dei conti di Carpegna a Roma fu invece il Palazzo Carpegna del rione Sant'Eustachio, accanto a Palazzo Madama, oggi sede delle Commissioni parlamentari del Senato della Repubblica. L'edificio, di origine cinquecentesca e ritoccato nel Seicento da Giovanni Antonio De Rossi, appartenne a Cesare Baldinotti, I duca del Peschio, e arrivò ai Carpegna per il matrimonio della sua unica figlia Giustina Ginevra con il conte Francesco Maria II, nipote del cardinale Gaspare. Nel 1935 fu demolito per permettere l'apertura di Corso Rinascimento e ne fu ricostruita una copia esatta in posizione più arretrata: dell'edificio originale rimangono oggi la fontana del Pegaso nel cortile e due soffitti a cassettoni dipinti.
Il cardinale Gaspare, a partire dal 1684, commissionò poi all'architetto di fiducia De Rossi una villa sull'Aurelia in dei terreni di sua proprietà, ornata di tre fontane e un casino che fece affrescare da Pietro Francesco Garoli: essa è oggi parco pubblico e sede, nel casino nobile, della Quadriennale di Roma. Allo stesso architetto Gaspare affidò inoltre la realizzazione del Palazzo di famiglia a Carpegna, edificato tra il 1674 e il 1696, descritto da contemporanei come "fabbrica ammirabile, nobile e maestosa". Nei suoi sotterranei durante la seconda guerra mondiale trovarono rifugio molte opere d'arte provenienti da Roma, dal Castello Sforzesco di Milano e dalla Galleria Nazionale delle Marche, qui nascoste per assicurarne la sopravvivenza proteggendole dal rischio di requisizioni e bombardamenti. Il palazzo, ceduto allo Stato Pontificio nel 1819 e riacquistato nel 1851, è ancora oggi di proprietà dei principi di Carpegna Falconieri.
Altra residenza della famiglia fu il palazzo-fortezza di San Giovanni in Marignano, oggi noto come palazzo Corbucci. Esso, in passato rocca malatestiana e palazzo signorile del borgo, giunse ai Carpegna per eredità dei Passionei di Fossombrone, famiglia urbinate imparentata coi Della Rovere a cui appartenne la moglie di Orazio II, Camilla Passionei. Per via di questo matrimonio, i Carpegna possedettero anche un palazzo a Cagli. Tra le diverse residenze nell'eugubino, si ricorda invece il castello di Magrano, di cui i Carpegna furono signori nel Seicento e nel Settecento.

## Luoghi di culto e di sepoltura

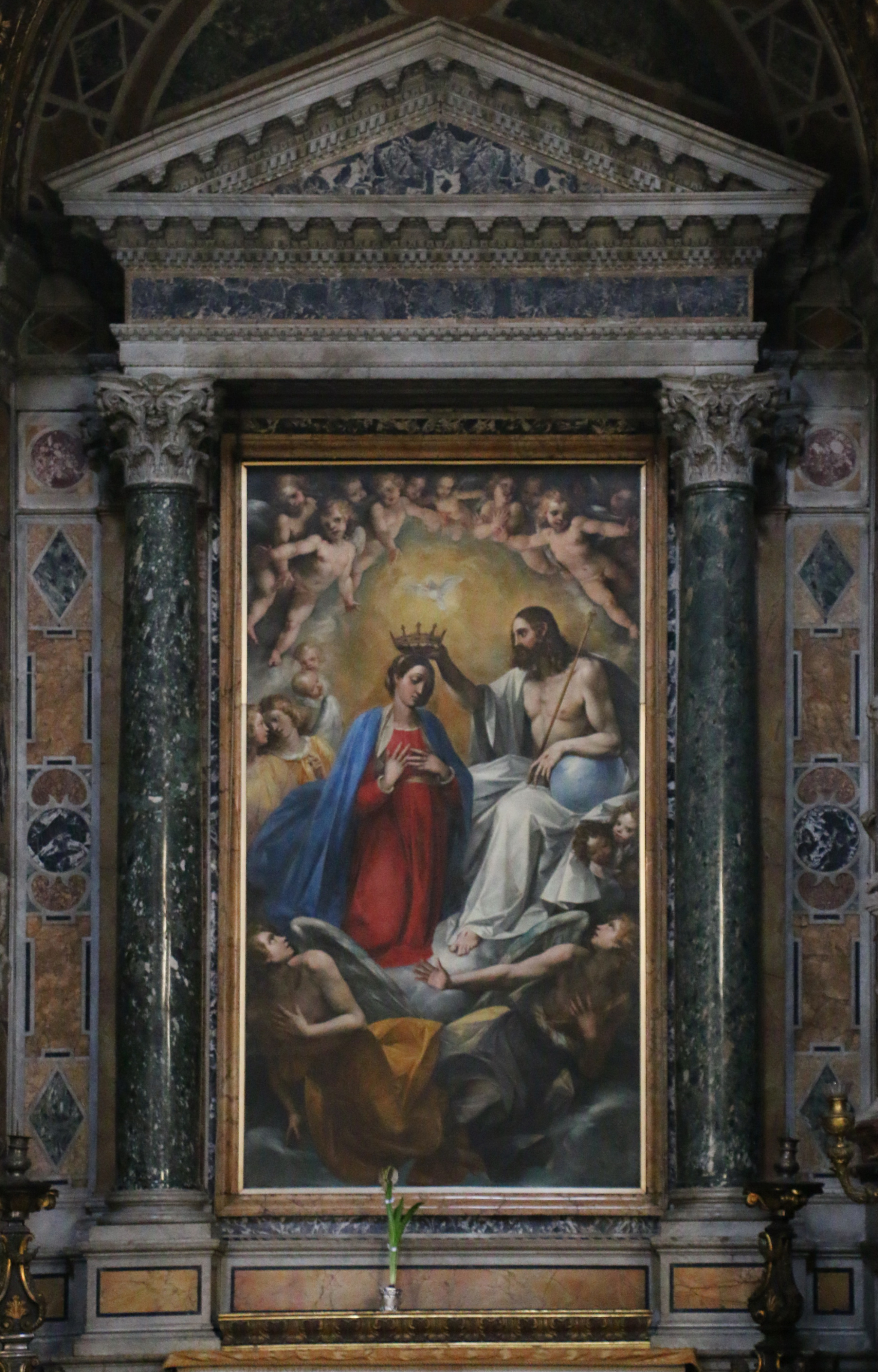
L'altare della cappella Carpegna della Chiesa Nuova

La famiglia, che esercitò fin dalle origini il giuspatronato sull'antichissima Pieve di San Giovanni Battista a Carpegna, ebbe riconferma di questo privilegio con bolla del 10 agosto 1508 del papa Giulio II a favore del conte Giovanni. La pieve, di probabile fondazione carolingia, è citata già in un documento del 1125 e l'impianto romanico è dovuto a dei lavori testimoniati da un'epigrafe del 1182, mentre la modifica della pianta precedentemente a tre navate in mononave fu attuata nel corso del Trecento. Al suo interno si conservano l'altare originale ad ara e un pregevole fonte battesimale del 1575 con lo stemma Carpegna dipinto.
A Gattara (RN) nella Contea di Gattara nella chiesa di origine alto medievale dedicata a Santa Maria della Neve si conservano il battistero quattrocentesco scolpito nella pietra locale e i paliotti d'altare in scagliola settecenteschi con lo stemma dei conti di Carpegna, le sepolture andarono perdute nel corso degli anni `70 del XX°sec.nell'ambito del rifacimento moderno della pavimentazione insieme a numerose suppellettili e dotazioni. 
A Roma i conti di Carpegna ebbero il giuspatronato della cappella dell'Incoronazione della Vergine in Santa Maria in Vallicella, in precedenza della famiglia Glorieri e poi dell'Arciconfraternita dell'Angelo Custode da cui la acquistò nel 1698 il cardinale Gaspare per 1200 scudi. La cappella è ornata da una pala d'altare del Cavalier d'Arpino e dalle statue di San Giovanni Battista e San Giovanni Evangelista opera di Flaminio Vacca; sulla lastra tombale del pavimento è raffigurato in marmo lo stemma del cardinale, ripetuto in stucco dorato anche sopra le statue nelle due nicchie laterali. L'altro cardinale della famiglia, Ulderico, ha invece sepoltura nella cappella Barberini di Sant'Andrea della Valle e la sua lapide marmorea, con stemma e iscrizione, si trova nella navata centrale della chiesa. Altro luogo di sepoltura è a
Carpegna, accanto all'antichissima chiesa e cripta di San Sisto al cimitero (secoli XI-XII). Nel parco annesso al palazzo Comitale a Carpegna vi è una celletta edificata nel 1917 e scolpita in pietra arenaria locale, voluta dal principe Guido Orazio di Carpegna Falconieri e dedicata a Maria Regina della pace, in voto affinché finisse la prima guerra mondiale.

## Arma
L'arma di Casa Carpegna è bandata d'argento e d'azzurro, come accade in quasi tutte le descrizioni degli stemmi nel corso dei secoli e affidata nelle decorazioni a scalpellini, intagliatori decoratori ecc. per passaparola, appare attestata in varie forme possibili. Ad oggi sono riconosciute due versioni, la prima è quella "antica" bandata d'argento e d'azzurro con la prima banda d'argento come nello stemma del Card. Gaspare, la seconda è quella "moderna" a tre bande d'argento in campo azzurro, come negli stemmi dei principi di Scavolino, del Card. Ulderico e nell'ultima bandiera militare della contea conservata nel palazzo di Carpegna. Gli stemmi concessi dal Regno d'Italia ai vari rami della famiglia, come quello del Comune di Carpegna, a tre bande azzurre in campo argento storicamente sono da ritenersi sbagliati.

## Esponenti illustri
- Ugolino di Bonconte  (?-1268),  conte di Carpegna e podestà di Rimini
- Pietro Carpegna † vescovo di Montefeltro ( Menzionato nel 1125)
- Ranieri di Carpegna (XIII secolo) podestà delle terre della Chiesa feretrana
- Guido II di Carpegna (XIII secolo), podestà di Ravenna ricordato da Dante nel Purgatorio[48]
- Ramberto di Carpegna (sec. XIV) podestà di Città di Castello
- Ribaldo di Carpegna (sec. XIV) capitano del popolo di Firenze
- Francesco di Carpegna (?-1316), podestà di Forlì, Todi e di Arezzo, comandante ghibellino[49]
- Guido di Carpegna, conte di Pietracuta, detto Sgaraglino,(? -  1357) , comandante militare della piazza di Cesena sotto Cia Ordelaffi[50]
- Nerio (Ranerio) di Carpegna  (?-1358) podestà di Arezzo
- Pietro di Carpegna (? - post 1409) vicario di Gubbio, podestà di Todi, podestà di Rimini
- Ugo di Carpegna (1415-1497) condottiero
- Giovanni II di Carpegna (? - 1528) condottiero
- Tommaso I di Carpegna (1509-1558) condottiero
- Orazio I di Carpegna (? - 1560) condottiero
- Pietro di Carpegna (1514-1586), gran connestabile dell'Ordine di Santo Stefano, governatore di Sansepolcro, Pisa, Siena[51]
- Orazio II di Carpegna (1570-1632), generale nelle Guerre di Fiandra, Cavaliere di Santo Stefano e Governatore generale delle armi della Chiesa[52]
- Pietro di Carpegna † vescovo di Gubbio[53]
- Ambrogio di Carpegna (1602-1643), ambasciatore[54]
- Tommaso Federico di Carpegna † (1598-1657), vescovo di Rimini[51]
- Ulderico di Carpegna  † (1595-1679), cardinale
- Gaspare di Carpegna † (1625-1714), cardinale
- Francesca Colbert du Terron (1651-1729), principessa di Scavolino, arcade con il nome di Clorinda Larissense[55][56]
- Giulio Carpegna (1760-1826), inquisitore generale di Malta
- Édouard Jules Gabrielli di Carpegna (1816-1883), ufficiale di marina e funzionario francese
- Guido Orazio di Carpegna Falconieri (1840-1919), senatore del Regno d'Italia[57]
- Mario di Carpegna (1856-1924), politico e fondatore dell'Associazione scouts cattolici italiani (ASCI)
- Giuliana di Carpegna (1915-1985), fondatrice dell'Associazione guide italiane (AGI)